# 330 North Wabash
Il 330 North Wabash (precedentemente chiamato IBM Plaza, noto anche come IBM Building e ribattezzato ufficialmente AMA Plaza) è un grattacielo situato a Chicago, negli Stati Uniti.

## Descrizione
Si trova al 330 N. Wabash Avenue, è stato progettato dall'architetto Ludwig Mies van der Rohe (morto nel 1969 prima dell'inizio della costruzione). Un piccolo busto dell'architetto fatto dello scultore Marino Marini è esposto nella hall. L'edificio, di 52 piani, è situato in una piazza che si affaccia sul fiume Chicago ed è alto 211,8 metri. Il 330 North Wabash è il secondo edificio più alto progettato da Mies van der Rohe ed è stato il suo ultimo edificio progettato negli USA. È stato inserito nel National Register of Historic Places e nel Chicago Landmark (che raccoglie i monumenti e gli edifici più significativi e storici della città).